# George Campbell (crosse)
Pour les articles homonymes, voir George Campbell et Campbell.
George Herrold Campbell, né le 1er février 1878 à Orangeville et mort le 4 novembre 1972 dans la même ville, est un joueur canadien de crosse.

## Biographie
George Campbell, joueur du Orangeville Lacrosse Club, fait partie de l'équipe nationale canadienne sacrée championne olympique de crosse aux Jeux olympiques d'été de 1908 à Londres.  Les Canadiens remportent le seul match de la compétition contre les Britanniques sur le score de 14 à 10.